# Корнев, Виктор Иванович
Виктор Иванович Корнев — советский и российский учёный-химик, педагог. Доктор химических наук (1994), профессор (1993). Почётный работник высшего профессионального образования Российской Федерации (1998), заслуженный деятель науки Удмуртской Республики (2000).

## Биография
Виктор Иванович Корнев родился 27 февраля 1938 года в селе Варзи-Ятчи Удмуртской АССР. В 1955 году окончил местную среднюю школу. После учёбы в техническом училище № 9 города Ижевска работал слесарем-лекальщиком на Ижевском механическом заводе.
В 1958 году поступил на факультет естествознания Удмуртского государственного педагогического института (УГПИ; ныне — Удмуртский государственный университет). Именно здесь Корнев встретил корифеев химической науки того времени, сформировавших у него профессиональный интерес, и провёл свои первые экспериментальные работы. За работу по экстракции жиров из зёрен кукурузы с высокими показателями он был удостоен диплома и первого места на научной студенческой конференции 1962 года.
Окончив институт с отличием, был направлен на научную стажировку в Московский государственный педагогический институт на кафедру неорганической химии, в ходе которой изучал амфотерные свойства гидроксида таллия(III). После стажировки поступил в аспирантуру при кафедре неорганической химии МГПИ им. В. И. Ленина, где продолжил работу с комплексонатами таллия(III). В 1967 году в Московской Академии химической защиты защитил кандидатскую диссертацию на тему «Спектрофотометрическое изучение комплексообразования таллия(III) с некоторыми аминополикарбоновыми кислотами в водном растворе».
По возвращении в Ижевск был назначен старшим преподавателем кафедры химии в УГПИ; в 1972 году Виктору Ивановичу присвоено учёное звание доцента.